# Franziska Rutishauser

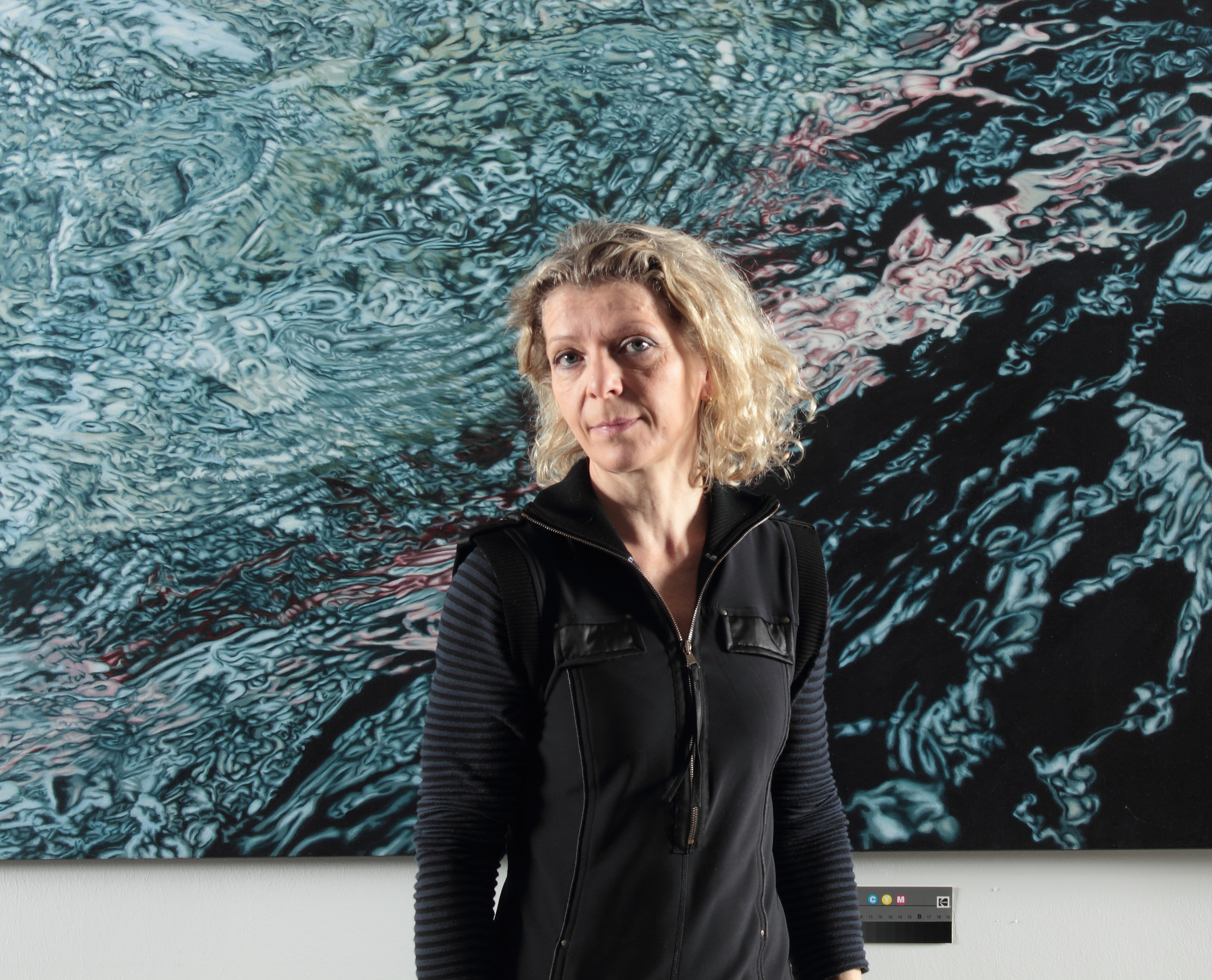
Franziska Rutishauser, bei Reproaufnahmen, vor dem Bild "Ophelia", im Atelier Berlin, 2013

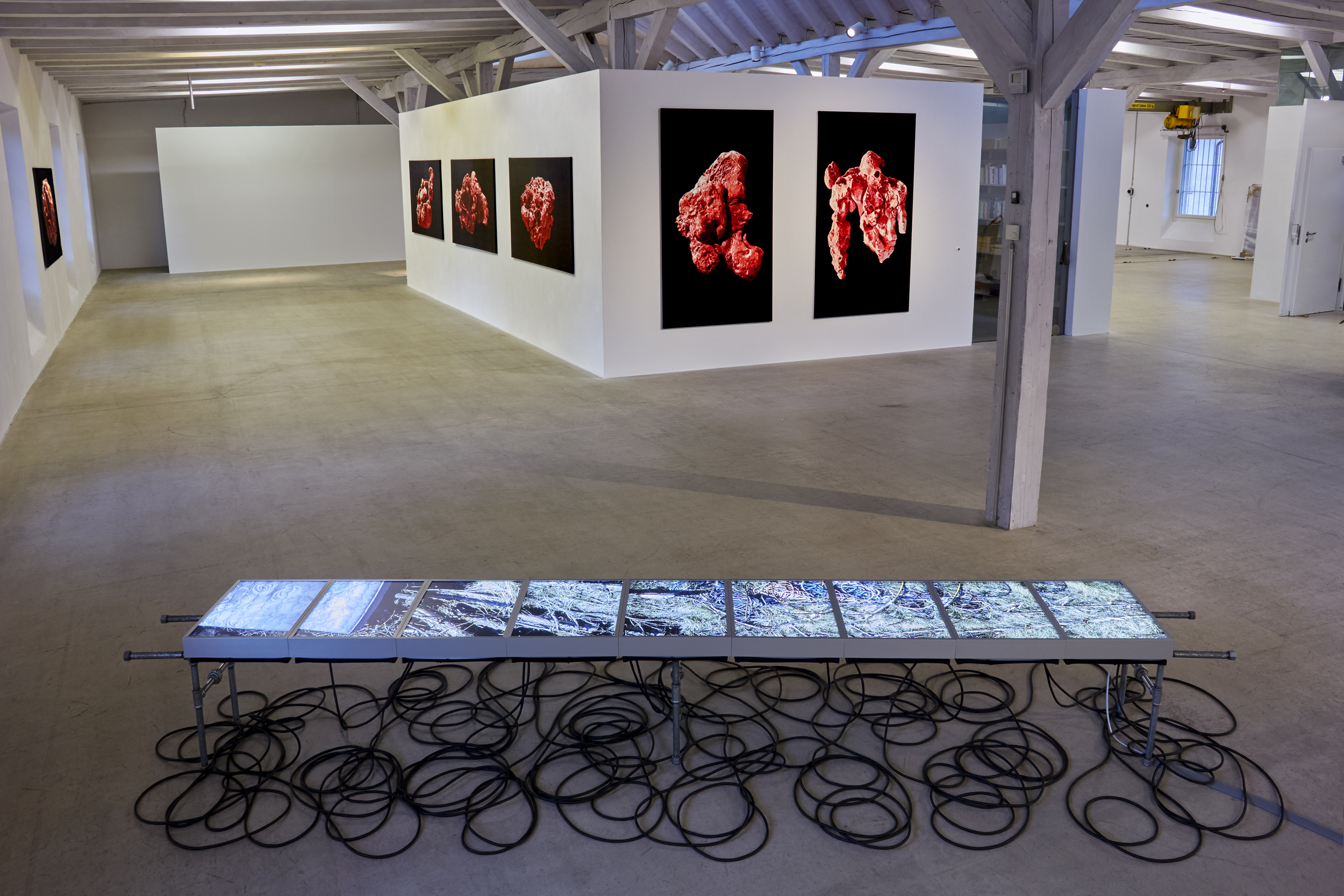
Arbeiten von Franziska Rutishauser, Ausstellungssituation "Utopia Garden" im Kunst(Zeug)haus Rapperswil-Jona, Obergeschoß, 2019

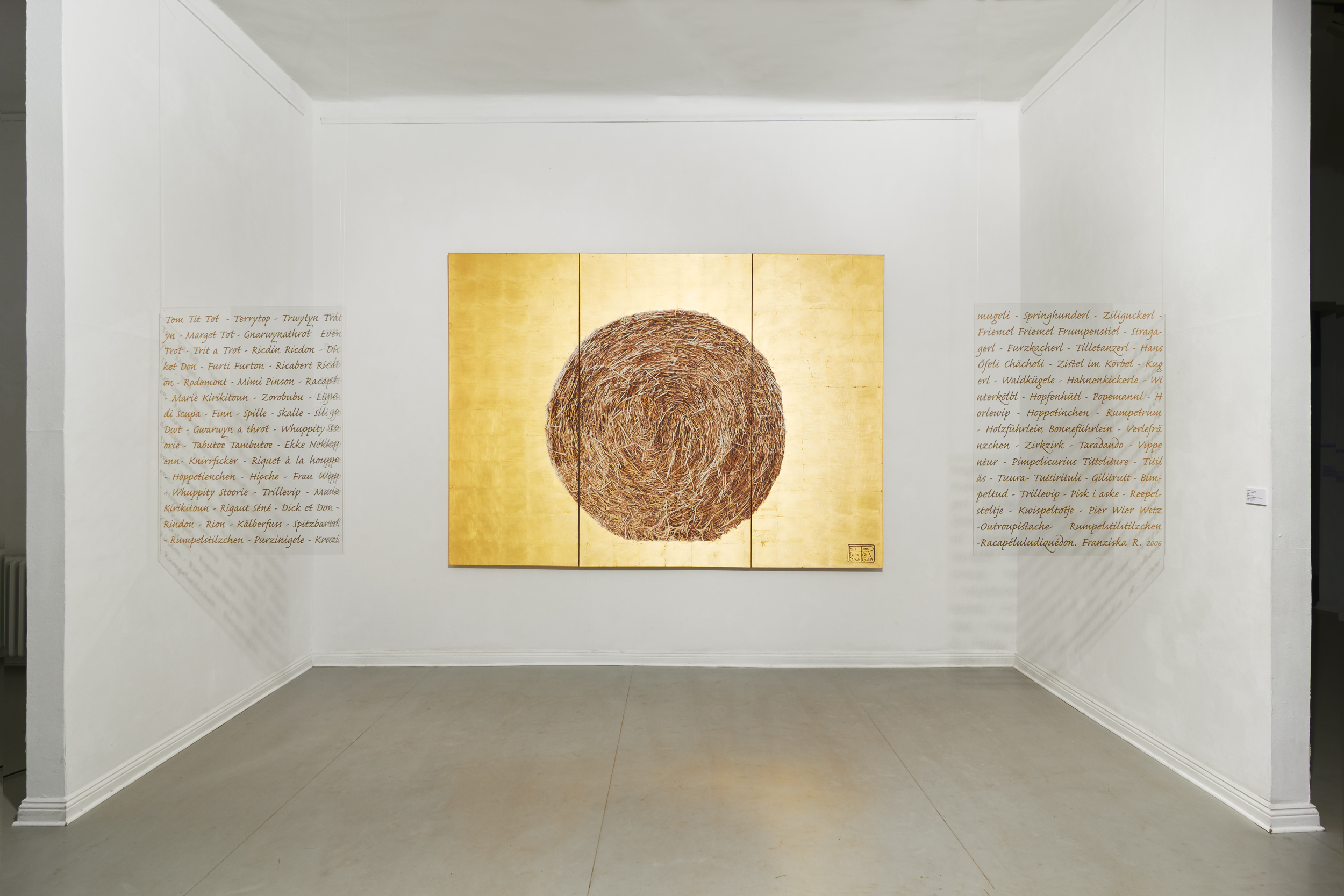
Franziska Rutishauser, "Stroh & Gold No. 6", 2006, 3-teilig, Öl auf Leinwand, Compositgold, Acrylglas, 190 cm × 465 cm (variabel)

Franziska Rutishauser (* 12. Juli 1962 in Münsingen BE) ist eine Schweizer Künstlerin.

## Leben
Franziska Rutishauser wuchs in den Kantonen Bern und Zürich auf. Geologische Feldstudien ihres Vaters ermöglichten ihr frühe Natureindrücke im Hochgebirge. Von 1982 bis 1988 studierte sie an der Schule für Gestaltung (heute Hochschule der Künste Bern) und Universität Bern. Fotografie und Film sowie Malerei wurden ihre Ausdrucksmittel. Erste Ausstellungen fanden in Bern und in der Schweiz statt, später auch in Deutschland und Europa. Ihre Werke befinden sich in öffentlichen und zahlreichen privaten Sammlungen. Sie lebt heute in Bern, Berlin und Nizza.

## Werk
Franziska Rutishauser arbeitet mit den Medien Malerei, Zeichnung, Fotografie, Installation und Objekt. Das Serielle der filmischen Bildsprache schlug sich später in Slideshows und Leuchtkasten-Serien nieder. Ihre Arbeit verläuft meist in Werkzyklen, So entstand beispielsweise der Zyklus «Erinnerungen» im Jahr 2001 motivisch aus fotografischen Reiseeindrücken und gedanklich basierend auf der BSE-Krise. „Die Fotografie hat für sie eine zentrale Bedeutung, denn sie dient ihr zum einen als Hilfsmittel für ihre malerischen und zeichnerischen Werke, zum anderen als eigenständige Ausdrucksform [...].“ Die seit der Jahrtausendwende unter dem Begriff Anthropozän diskutierte Frage, wonach relevante Veränderungen in der natürlichen Umwelt dem Menschen zuzuschreiben und entsprechende ethische Grundsatzfragen zu stellen seien, prägen ihre Arbeit.

## Ausstellungen (Auswahl)

### Einzelausstellungen
- 1989: Synthetisches, Fotogalerie Rathausgasse 20, Präsidialdirektion der Stadt Bern
- 1995: Fotoarbeiten, Fotogalerie Rathausgasse 20, Präsidialdirektion der Stadt Bern
- 2006: Stroh & Gold, Schloss Holligen, Bern
- 2015: Franziska Rutishauser, Stroh und Gold, Solinger Kunstverein[5]
- 2016: reeling to real, Kunstverein Bad Salzdetfurth, Bodenburg[6]
- 2016: Stroh-Macht-Gold, Gmünder Kunstverein, Schwäbisch Gmünd[7]
- 2017: Aggregation, Kunstverein Region Heinsberg, Heinsberg-Unterbruch
- 2021 Close Strangeness, Kunstverein Speyer, Speyer[8][9]
- 2023 Anthropo-Stein, Kunstverein Eisenturm Mainz, Mainz[10][11][12]

### Gruppenausstellungen
- 1987: Kunsthalle Bern
- 1988: Kunsthalle Bern
- 1990: Galerie Bertram, Burgdorf. Mit Ise Schwartz und Claude Spiess
- 2002: Gastkünstlerin der Kunstgesellschaft, Interlaken
- 2013 ABSTRAKT REAL, mit Ludvik Feller und Susanne Knaack, Galerie Schwartzsche Villa, Kulturamt Berlin Steglitz-Zehlendorf[13]
- 2014 ABSTRAKT REAL[14] & J. Svoboda[15] Galerie Kritiku, (Gallery of Art Critics[16]), Prag
- 2015: painted-peint-gemalt, Internationale Gruppenausstellung des Kunstverein Bad Salzdetfurth e. V., Bodenburg[17]
- 2017: Macht Geld, mit Susanne Kessler und Vadim Zakharov, Galerie VBK, Berlin[18]
- 2019: Techne, Paço Municipal, Porto Alegre, BR[19]
- 2019: Utopia Garden, Kunst(Zeug)haus, Rapperswil-Jona[20]
- 2022: Bewildering Change, mit Wolfgang Ganter, ratskeller-Galerie für zeitgenössische Kunst, Kommunale Galerie Berlin-Lichtenberg[21]
- 2023 Dialog, Gesellschaft der Freunde junger Kunst Baden-Baden, Baden-Baden[22][23]

## Publikationen (Auswahl)
- 2005: Kunstmappe, Franziska R., mit Textbeiträgen von Anna M. Schafroth, Pedro Lenz, Büne Huber und This Rutishauser. Stämpfli Verlag, 2005, Bern[24]
- 2013: Franziska Rutishauser, Berliner Sandberge | Bildserie 4, Werkmonographie, EDITION CARPENTIER 007, 2013, Berlin[25]
- 2014: Franziska Rutishauser, 2006–2014, Kerber Verlag, 2014, Bielefeld[26]
- 2016: Franziska Rutishauser, STROH-MACHT-GOLD, Ausstellungskatalog, Hrsg. Gmünder Kunstverein, 2016, Schwäbisch Gmünd[27]
- 2016: Franziska Rutishauser, reeling to real, Verlag für moderne Kunst, 2016, Wien, AT[28]
- 2017: Franziska Rutishauser, Aggregation, Ausstellungskatalog, Hrsg. Kunstverein Heinsberg, 2017, Heinsberg-Unterbruch[29]